# Hjørdis
Hjørdis er datter af sagnkongen Eylime. Hendes første mand er Sigmund, som hun får sønnen Sigurd Fafnersbane med. Efter Sigmunds død bliver hun gift med Alf.